# Laurence Olivier Award for Outstanding Achievement in Dance
Der Laurence Olivier Award for Outstanding Achievement in Dance (deutsch: Laurence Olivier Auszeichnung für herausragende Leistungen im Bereich Tanz) ist ein britischer Theater- und Musicalpreis, der erstmals 1977 vergeben wurde.

## Geschichte und Hintergrund
Die Laurence Olivier Awards werden seit 1976 jährlich in zahlreichen Kategorien von der Society of London Theatre vergeben. Sie gelten als höchste Auszeichnung im britischen Theater und sind vergleichbar mit den Tony Awards am amerikanischen Broadway. Ausgezeichnet werden herausragende Darsteller und Produktionen einer Theatersaison, die im Londoner West End zu sehen waren. Die Nominierten und Gewinner der Laurence Olivier Awards „werden jedes Jahr von einer Gruppe angesehener Theaterfachleute, Theaterkoryphäen und Mitgliedern des Publikums ausgewählt, die wegen ihrer Leidenschaft für das Londoner Theater“ bekannt sind. Eine der Preiskategorien ist der Laurence Olivier Award for Outstanding Achievement in Dance. Der Preis hieß ursprünglich Outstanding Achievement of the Year in Ballet, wurde von 1983 bis 1985 unter der Bezeichnung Outstanding Individual Performance of the Year in a New Dance Production vergeben und hat seinen gegenwärtigen Namen seit 1986.

## Gewinner und Nominierte
Die Übersicht der Gewinner und Nominierten listet pro Jahr die nominierten Tänzer, Tanzensembles und Theaterproduktionen. Der Gewinner eines Jahres ist grau unterlegt und fett angezeigt.

### 1977–1979
| Jahr              | Preisträger / Nominierte | Kategorie                         | Produktion                 |
| 1977              |                          |                                   |                            |
| ----------------- | ------------------------ | --------------------------------- | -------------------------- |
| 1977              | London Festival Ballet   | Tanzensemble                      | Romeo and Juliet           |
| 1977              | Maurice Béjart           | Choreograf/Leiter                 | Ballet of the 20th Century |
| 1977              | The Royal Ballet         | Tanzensemble                      | The Sleeping Beauty        |
| 1977              | Rudolf Nureyev           | Tänzer/Leiter                     | Nureyev and Friends        |
| 1978              |                          |                                   |                            |
| Robert Cohan      | Künstlerischer Leiter    | London Contemporary Dance Theatre |                            |
| Christopher Bruce | Choreograf               | Ballet Rambert                    |                            |
| Siobhan Davies    | Tänzer                   | Harmonica Breakdown               |                            |
| Lynn Seymour      | Tänzer                   | A Month in the Country            |                            |
| 1979              |                          |                                   |                            |
| Peter Schaufuss   | Choreograf               | La Sylphide                       |                            |
| Kenneth MacMillan | Choreograf               | Playground                        |                            |
| Ballet Rambert    | Tanzensemble             | The Tempest                       |                            |

### 1980–1989
| Jahr | Preisträger / Nominierte            | Kategorie                                | Produktion       |
| 1980 |                                     |                                          |                  |
| --- | ----------------------------------- | ---------------------------------------- | ---------------- |
| 1980 | The Royal Ballet                    | Tanzensemble                             | Gloria           |
| 1980 | Ballet of the 20th Century          | Tanzensemble                             | Gaîté Parisienne |
| 1980 | London Festival Ballet              | Tanzensemble                             | Sphinx           |
| 1980 | The Royal Ballet                    | Tanzensemble                             | Rhapsody         |
| 1981 |                                     |                                          |                  |
| Stuttgart Ballet | Tanzensemble                        | Forgotten Land                           |                  |
| London Contemporary Dance Theatre                                                                                                 | Tanzensemble                        | Death and the Maiden                     |                  |
| The Royal Ballet | Tanzensemble                        | Dances of Albion                         |                  |
| Sadler’s Wells Royal Ballet | Tanzensemble                        | Night Moves                              |                  |
| 1982 |                                     |                                          |                  |
| Ballet de l’Opéra National de Paris                                                                                               | Tanzensemble                        | Le songe d’une nuit d’été                |                  |
| Ballet Rambert | Tanzensemble                        | Ghost Dances                             |                  |
| The Royal Ballet | Tanzensemble                        | Illuminations                            |                  |
| The Royal Ballet | Tanzensemble                        | L’Invitation Au Voyage                   |                  |
| 1983 |                                     |                                          |                  |
| Alessandra Ferri | Tänzer, The Royal Ballet            | Valley of Shadows                        |                  |
| Patrick Armand | Tänzer, Ballet Théâtre Français     | Songs of a Wayfarer                      |                  |
| Natalia Makarova | Tänzer, The Royal Opera             | The Nightingale                          |                  |
| Koen Onzia | Tänzer, London Festival Ballet      | The Seasons                              |                  |
| 1984 |                                     |                                          |                  |
| David Bintley | Tänzer, Sadler’s Wells Royal Ballet | Petrushka                                |                  |
| Wayne Eagling | Tänzer, The Royal Ballet            | Different Drummer                        |                  |
| Patricia Ruanne | Tänzer, London Festival Ballet      | Onegin                                   |                  |
| 1985 |                                     |                                          |                  |
| Yoko Morishita | Tänzer, Matsuyama Ballet Company    | Giselle                                  |                  |
| Stephen Jefferies | Tänzer, The Royal Ballet            | The Sons of Horus                        |                  |
| Roland Price | Tänzer, Sadler’s Wells Royal Ballet | The Sleeping Beauty                      |                  |
| Bryony Brind | Tänzer, The Royal Ballet            | Young Apollo                             |                  |
| 1986 |                                     |                                          |                  |
| Ballet Rambert | Tanzensemble                        | 60. Ballettsaison                        |                  |
| Bolshoi Ballet | Tanzensemble                        | Aufführungen im London Coliseum          |                  |
| Michael Clark | Tänzer                              | persönliche Wirkung und Beitrag          |                  |
| Irek Mukhamedov | Tänzer                              | Bolshoi Ballet                           |                  |
| Jerome Robbins | Choreograf                          | Umfang der Arbeit                        |                  |
| Jorge Salavisa | Künstlerischer Leiter               | Ballet Gulbenkian                        |                  |
| 1987 |                                     |                                          |                  |
| Trisha Brown | Tänzer/Choreograf                   | Ballettsaison des Sadler’s Wells Theatre |                  |
| London Contemporary Dance Theatre                                                                                                 | Tanzensemble                        | Ballettsaison des Sadler’s Wells Theatre |                  |
| Richard Alston | Choreograf                          | Pulcinella und Dutiful Ducks             |                  |
| Merce Cunningham Company | Tanzensemble                        | Ballettsaison des Sadler’s Wells Theatre |                  |
| Ichikawa Ennosuke III | Kabuki-Darsteller                   | The Thousand Cherries of Yoshitsune      |                  |
| 1988 |                                     |                                          |                  |
| Kirov Ballet | Tanzensemble                        | Ballettsaison in London                  |                  |
| London Festival Ballet mit besonderer Erwähnung von Christopher Bruce für seine Choreographie und Koen Onzia für seine Leistungen | Tanzensemble                        | Swansong und Cruel Garden                |                  |
| Cumbre Flamenca | Tanzensemble                        | Ballettsaison des Sadler’s Wells Theatre |                  |
| Hayden Griffin | Designer                            | Still Life at the Penguin Café           |                  |
| London Contemporary Dance Theatre                                                                                                 | Tanzensemble                        | Arden Court and Shift                    |                  |
| Second Stride | Tanzensemble                        | Weighing the Heart                       |                  |
| 1989/90 |                                     |                                          |                  |
| London Contemporary Dance Theatre                                                                                                 | Tanzensemble                        | Kim Brandstrup’s Orfeo                   |                  |
| Nina Ananiashvili und Irek Mukhamedov                                                                                             | Tänzer                              | Bolshoi Ballet                           |                  |
| David Bintley | Choreograf                          | Hobson’s Choice                          |                  |
| Siobhan Davies | Choreograf                          | Embarque                                 |                  |
| The Royal Ballet | Tanzensemble                        | The Prince of the Pagodas                |                  |
| Paul Taylor Dance Company | Tanzensemble                        | Ballettsaison des Sadler’s Wells Theatre |                  |

### 1990–1999
| Jahr                                                                                          | Preisträger / Nominierte                          | Kategorie                                           | Produktion                                   |
| 1991                                                                                          |                                                   |                                                     |                                              |
| --------------------------------------------------------------------------------------------- | ------------------------------------------------- | --------------------------------------------------- | -------------------------------------------- |
| 1991                                                                                          | Twyla Tharp und Jennifer Tipton                   | Choreograf und Lichtdesigner                        | In the Upper Room                            |
| 1991                                                                                          | Siobhan Davies und Tänzer                         | Choreograf und Tänzer                               | Ballettsaison des Sadler’s Wells Theatre     |
| 1991                                                                                          | Darcey Bussell                                    | Tänzer                                              | Winter Dreams und Stravinsky Violin Concerto |
| 1991                                                                                          | Kenneth MacMillan                                 | Choreograf                                          | Winter Dreams                                |
| 1991                                                                                          | Mark Morris                                       | Choreograf                                          | Drink to Me Only with Thine Eyes             |
| 1991                                                                                          | The Phoenix Dance Company                         | Tanzensemble                                        | Ballettsaison des Sadler’s Wells Theatre     |
| 1992                                                                                          |                                                   |                                                     |                                              |
| William Forsythe und The Royal Ballet                                                         | Choreograf und Vorstellung                        | In the Middle, Somewhat Elevated                    |                                              |
| Adventures in Motion Pictures most promising small dance company to present a West End season | Tanzensemble                                      | Ballettsaison des Royal Court Theatre               |                                              |
| Stephen Jefferies                                                                             | Tänzer                                            | Cyrano                                              |                                              |
| Philippe Genty                                                                                | künstlerischer Leiter und Konzept                 | Driftings                                           |                                              |
| Graham Lustig and Henk Schut                                                                  | Choreograf und Designer                           | Inscape                                             |                                              |
| Northern Ballet Theatre                                                                       | Tanzensemble                                      | Romeo and Juliet                                    |                                              |
| 1993                                                                                          |                                                   |                                                     |                                              |
| Siobhan Davies                                                                                | Choreograf                                        | Winnsboro Cotton Mill Blues                         |                                              |
| David Bintley                                                                                 | Choreograf                                        | Tombeaux                                            |                                              |
| Lez Brotherston                                                                               | Bühnenbildner und Kostümbildner                   | Northern Ballet Theatre’s Saison am Royalty Theatre |                                              |
| Joseph Cipolla                                                                                | Tänzer                                            | The Green Table                                     |                                              |
| 1994                                                                                          |                                                   |                                                     |                                              |
| London Contemporary Dance Theatre                                                             | Tanzensemble                                      | Ballettsaison des Sadler’s Wells Theatre            |                                              |
| Darcey Bussell                                                                                | Tänzer                                            | Ballet Imperial and La Ronde                        |                                              |
| Sylvie Guillem                                                                                | Tänzer                                            | Herman Schmerman                                    |                                              |
| Marion Tait                                                                                   | Tänzer                                            | Romeo and Juliet                                    |                                              |
| 1995                                                                                          |                                                   |                                                     |                                              |
| Peter Mumford                                                                                 | Lichtdesigner                                     | Fearful Symmetries und The Glass Blew In            |                                              |
| Thomas Edur                                                                                   | Tänzer                                            | The Sleeping Beauty                                 |                                              |
| John MacFarlane                                                                               | Designer                                          | The Nutcracker                                      |                                              |
| Nuria Moreno                                                                                  | Tänzer                                            | Cinderella                                          |                                              |
| 1996                                                                                          |                                                   |                                                     |                                              |
| Siobhan Davies                                                                                | Choreograf                                        | The Art of Touch                                    |                                              |
| Deborah Bull                                                                                  | Tänzer                                            | Steptext                                            |                                              |
| Sylvie Guillem                                                                                | Tänzer                                            | Episodes                                            |                                              |
| Marion Tait                                                                                   | Tänzer                                            | Pillar of Fire                                      |                                              |
| 1997                                                                                          |                                                   |                                                     |                                              |
| Rambert Dance Company                                                                         | Tanzensemble                                      | Ballettsaison im London Coliseum                    |                                              |
| Sue Blane                                                                                     | Designer                                          | Alice in Wonderland                                 |                                              |
| Viviana Durante                                                                               | Tänzer                                            | Anastasia und ...Now Langourous, Now Wild...        |                                              |
| Thomas Edur                                                                                   | Tänzer                                            | Alice in Wonderland und Giselle                     |                                              |
| 1998                                                                                          |                                                   |                                                     |                                              |
| Lez Brotherston                                                                               | Bühnenbild und Kostüme                            | Cinderella                                          |                                              |
| Altynai Asylmuratova                                                                          | Tänzer                                            | Swan Lake                                           |                                              |
| Mark Morris                                                                                   | Choreograf                                        | L’Allegro, il Penseroso ed il Moderato              |                                              |
| 1999                                                                                          |                                                   |                                                     |                                              |
| William Forsythe und Ballett Frankfurt                                                        | Choreograf/künstlerischer Leiter und Tanzensemble | Ballettsaison im Sadler’s Wells Theatre             |                                              |
| Trisha Brown                                                                                  | Choreograf                                        | L’Orfeo                                             |                                              |
| Bill T. Jones und Ballettkompanie                                                             | Choreograf/Tänzer                                 | We Set Out Early...Visibility Was Poor              |                                              |
| Twyla Tharp und Ballettkompanie                                                               | Choreograf/Tänzer                                 | Ballettsaison im Barbican Theatre                   |                                              |

### 2000–2009
| Jahr                                                                       | Preisträger / Nominierte                                                                                              | Kategorie                                                                                   | Produktion                              |
| 2000                                                                       | |                                                                                             |                                         |
| -------------------------------------------------------------------------- | --- | ------------------------------------------------------------------------------------------- | --------------------------------------- |
| 2000                                                                       | Jirí Kylián für seine künstlerische Exzellenz und herausragende Regie der Ballettsaison des Nederlands Dans Theater I | Choreograf/Leiter                                                                           | Ballettsaison im Sadler’s Wells Theatre |
| 2000                                                                       | Nina Ananiashvili | Tänzer                                                                                      | Don Quixote                             |
| 2000                                                                       | Pina Bausch und Ballettkompanie                                                                                       | Konzept und Produktion                                                                      | Viktor                                  |
| 2000                                                                       | David Bintley und Kreativteam                                                                                         | Choreograf, Designer, Musik                                                                 | Edward II                               |
| 2001                                                                       | |                                                                                             |                                         |
| Deborah Colker                                                             | Choreograf | Mix                                                                                         |                                         |
| Matthew Bourne                                                             | Konzept und Dramatisierung                                                                                            | The Car Man                                                                                 |                                         |
| Robert Parker                                                              | Tänzer | Shakespeare Suite                                                                           |                                         |
| Michael Revie                                                              | Tänzer | Mozartina                                                                                   |                                         |
| 2002                                                                       | |                                                                                             |                                         |
| Mark Morris                                                                | Choreograf/Leiter | Mark Morris Dance Groups Ballettsaison im Sadler’s Wells                                    |                                         |
| Ushio Amagatsu                                                             | Konzept, Leitung, Choreografie und Performance                                                                        | Hibiki                                                                                      |                                         |
| Dana Caspersen                                                             | Tänzer | Artifact und Eidos:Telos                                                                    |                                         |
| William Forsythe                                                           | Choreograf | Artifact und Eidos:Telos                                                                    |                                         |
| 2003                                                                       | |                                                                                             |                                         |
| Robyn Orlin                                                                | Choreograf | Daddy, I’ve Seen This Piece Six Times and I Still Don’t Know Why They’re Hurting Each Other |                                         |
| Pina Bausch Tanztheater Wuppertal                                          | Tanzensemble | Kontakthof                                                                                  |                                         |
| Chiaki Nagao                                                               | Tänzer | Madame Butterfly                                                                            |                                         |
| Christopher Wheeldon                                                       | Choreograf | Tryst und Polyphonia                                                                        |                                         |
| 2004                                                                       | |                                                                                             |                                         |
| Thomas Edur und Agnes Oaks                                                 | Tänzer | 2 Human                                                                                     |                                         |
| Carlos Acosta                                                              | Tänzer und Choreograf                                                                                                 | Tocororo - A Cuban Tale                                                                     |                                         |
| Javier de Frutos                                                           | Choreograf | Elsa Canasta                                                                                |                                         |
| Rambert Dance Company                                                      | Tanzensemble | Ballettsaison im Sadler’s Wells Theatre                                                     |                                         |
| 2005                                                                       | |                                                                                             |                                         |
| San Francisco Ballet                                                       | Tanzensemble | Ballettsaison im Sadler’s Wells Theatre                                                     |                                         |
| Julien Macdonald                                                           | Kostümdesign | Shimmer                                                                                     |                                         |
| The Royal Ballet                                                           | Tanzensemble | Sylvia                                                                                      |                                         |
| Rambert Dance Company für den Umfang und die Qualität ihrer neuen Arbeiten | Tanzensemble | Ballettsaison im Sadler’s Wells Theatre                                                     |                                         |
| 2006                                                                       | |                                                                                             |                                         |
| Pina Bausch                                                                | Choreograf | Nelken und Palermo, Palermo                                                                 |                                         |
| Ballet Nacional de Cuba                                                    | Tanzensemble | Ballettsaison im Sadler’s Wells Theatre                                                     |                                         |
| Johan Kobborg                                                              | Tänzer und Leiter | The Lesson und La Sylphide                                                                  |                                         |
| Russell Maliphant                                                          | Choreograf/Tänzer | PUSH                                                                                        |                                         |
| 2007                                                                       | |                                                                                             |                                         |
| Carlos Acosta                                                              | Tänzer und Produzent                                                                                                  | Ballettsaison im Sadler’s Wells Theatre                                                     |                                         |
| Steven McRae                                                               | Tänzer | Homage to the Queen und Chroma                                                              |                                         |
| Marianela Núñez                                                            | Tänzer | DGV, The Sleeping Beauty, Acosta Ballettsaison im Sadler’s Wells Theatre                    |                                         |
| Wayne McGregor                                                             | Choreograf | Chroma                                                                                      |                                         |
| 2008                                                                       | |                                                                                             |                                         |
| The Royal Ballet                                                           | Tanzensemble | Jewels                                                                                      |                                         |
| Savion Glover                                                              | Tänzer | Live for London                                                                             |                                         |
| Jonathan Goddard                                                           | Tänzer | Aufführungen mit Richard Alston Dance Company                                               |                                         |
| Wendy Whelan                                                               | Tänzer | Fool’s Paradise                                                                             |                                         |
| 2009                                                                       | |                                                                                             |                                         |
| Royal Ballet of Flanders                                                   | Tanzensemble | Impressing the Czar                                                                         |                                         |
| The Royal Ballet                                                           | Tanzensemble | Infra                                                                                       |                                         |
| Savion Glover, Marshall Davis, Jr. and Maurice Chestnut                    | Tänzer | Bare Soundz                                                                                 |                                         |

### 2010–2019
| Jahr                                                                   | Preisträger / Nominierte                                | Kategorie                                                 | Produktion                                         |
| 2010                                                                   |                                                         |                                                           |                                                    |
| ---------------------------------------------------------------------- | ------------------------------------------------------- | --------------------------------------------------------- | -------------------------------------------------- |
| 2010                                                                   | Rambert Dance Company                                   | Tanzensemble                                              | Herausragendes Jahr mit neuen Arbeiten             |
| 2010                                                                   | Colin Dunne                                             | Tänzer                                                    | Out of Time                                        |
| 2010                                                                   | Michael Hulls                                           | Lichtdesigner                                             | Two:Four:Ten, Afterlight, Ex Machina und Eonnagata |
| 2011                                                                   |                                                         |                                                           |                                                    |
| Antony Gormley                                                         | Visueller Designer                                      | Babel (Words)                                             |                                                    |
| John MacFarlane                                                        | Designer                                                | Asphodel Meadows                                          |                                                    |
| Yoshie Sunahata (Kodo)                                                 | Trommler                                                | Gnosis                                                    |                                                    |
| 2012                                                                   |                                                         |                                                           |                                                    |
| Edward Watson                                                          | Tänzer                                                  | The Metamorphosis                                         |                                                    |
| The Design Team                                                        | Bühnenbild, Kostüme, Beleuchtung, visuelle Projektionen | Alice’s Adventures in Wonderland                          |                                                    |
| Tommy Franzen                                                          | Tänzer                                                  | Some Like It Hip Hop                                      |                                                    |
| Sylvie Guillem                                                         | Tänzer                                                  | 6000 Miles Away                                           |                                                    |
| 2013                                                                   |                                                         |                                                           |                                                    |
| Marianela Núñez                                                        | Tänzer                                                  | Aeternum, Diana and Acteon und Viscera                    |                                                    |
| ILL-Abilities                                                          | Tanzensemble                                            | Breakin’ Convention                                       |                                                    |
| Lez Brotherston                                                        | Bühnen- und Kostümbildner                               | The Sleeping Beauty                                       |                                                    |
| 2014                                                                   |                                                         |                                                           |                                                    |
| Michael Hulls                                                          | Lichtdesigner                                           | Body of work including Ballet Boyz: The Talent            |                                                    |
| Mark Morris                                                            | Tänzer und Choreograf                                   | Ballettsaison im Sadler’s Wells Theatre                   |                                                    |
| Arthur Pita                                                            | Choreograf                                              | Ballet Black: A Dream within a Midsummer Night’s Dream    |                                                    |
| Clemmie Sveaas                                                         | Tänzer                                                  | Witch-Hunt                                                |                                                    |
| 2015                                                                   |                                                         |                                                           |                                                    |
| Crystal Pite                                                           | Choreograf                                              | A Picture of You Falling, The Tempest Replica und Polaris |                                                    |
| Rocío Molina                                                           | Tänzer                                                  | Bosque Ardora                                             |                                                    |
| The Elders Project                                                     | Tanzensemble                                            | Elixir Festival                                           |                                                    |
| Christopher Wheeldon                                                   | Choreograf                                              | The Winter’s Tale                                         |                                                    |
| 2016                                                                   |                                                         |                                                           |                                                    |
| Alessandra Ferri                                                       | Tänzer                                                  | Chéri und Woolf Works                                     |                                                    |
| Javier de Frutos                                                       | Choreograf                                              | Anatomy of a Passing Cloud                                |                                                    |
| Sasha Waltz                                                            | Choreograf                                              | Sacre                                                     |                                                    |
| 2017                                                                   |                                                         |                                                           |                                                    |
| English National Ballet zur Erweiterung der Vielfalt ihres Repertoires | Tanzensemble                                            | Akram Khans Giselle und She Said                          |                                                    |
| Alvin Ailey American Dance Theater                                     | Tanzensemble                                            | Ballettsaison im Sadler’s Wells Theatre                   |                                                    |
| Luke Ahmet                                                             | Tänzer                                                  | The Creation                                              |                                                    |
| 2018                                                                   |                                                         |                                                           |                                                    |
| Francesca Velicu                                                       | Tänzer                                                  | Pina Bauschs Le Sacre du printemps                        |                                                    |
| Rocío Molina                                                           | Tänzer                                                  | Fallen from Heaven (Caída del Cielo)                      |                                                    |
| Zenaida Yanowsky                                                       | Tänzer                                                  | Liam Scarletts Symphonic Dances                           |                                                    |
| 2019                                                                   |                                                         |                                                           |                                                    |
| Akram Khan                                                             | Tänzer                                                  | Xenos                                                     |                                                    |
| John MacFarlane                                                        | Designer                                                | Swan Lake                                                 |                                                    |
| Dimitris Papaioannou                                                   | Choreograf                                              | The Great Tamer                                           |                                                    |

### Seit 2020
| Jahr                 | Preisträger / Nominierte   | Kategorie                                                                 | Produktion                                |
| 2020                 |                            |                                                                           |                                           |
| -------------------- | -------------------------- | ------------------------------------------------------------------------- | ----------------------------------------- |
| 2020                 | Sara Baras                 | Choreographie und Tanz                                                    | Ballet Flamenco Sobras                    |
| 2020                 | Anne Teresa De Keersmaeker | Tanz                                                                      | Mitten wir im Leben sind/Bach6Cellosuiten |
| 2020                 | Gisèle Vienne              | Choreographie                                                             | Crowd and Dance Umbrella                  |
| 2021/2022            |                            |                                                                           |                                           |
| Arielle Smith        | Choreographie              | Jolly Folly in Reunion, English National Ballet                           |                                           |
| Acosta Danza         | Tanz                       | De Punta a Cabo in 100% Cuban                                             |                                           |
| Die Tänzer           | Tanz                       | NDT2 Tour                                                                 |                                           |
| Edward Watson        | Tanz                       | The Dante Project von Wayne McGregor                                      |                                           |
| 2023                 |                            |                                                                           |                                           |
| Dickson Mbi          | Choreographie              | Enowate                                                                   |                                           |
| Manuel Liñán         | Choreographie              | ¡VIVA!                                                                    |                                           |
| Raquel Meseguer Zafe | Dramaturgie                | Ruination by Lost Dog                                                     |                                           |
| Catrina Nisbett      | Tanz                       | Family Honour, Spoken Movement                                            |                                           |
| 2024                 |                            |                                                                           |                                           |
| Isabela Coracy       | Tanz                       | Nina: By Whatever Means, Cassa Pacho’s Ballet Black: Pioneers             |                                           |
| Jonzi D              | künstlerische Leitung      | Breakin’ Convention 2023: International Festival of Hip Hop Dance Theatre |                                           |
| Rhiannon Faith       | Choreographie              | Lay Down Your Burdens                                                     |                                           |